# 219 Thusnelda
219 Thusnelda је астероид главног астероидног појаса са пречником од приближно 40,56 km.
Афел астероида је на удаљености од 2,879 астрономских јединица (АЈ) од Сунца, а перихел на 1,826 АЈ.
Ексцентрицитет орбите износи 0,223, инклинација (нагиб) орбите у односу на раван еклиптике 10,845 степени, а орбитални период износи 1318,721 дана (3,610 године).
Апсолутна магнитуда астероида је 9,32 а геометријски албедо 0,200.
Астероид је откривен 30. септембра 1880. године.